# Svartgöl (Hallingebergs socken, Småland)
Svartgöl är en sjö i Västerviks kommun i Småland och ingår i Storån-Botorpsströmmens kustområde.